# Ryszard Wrzos
Ryszard Wrzos (ur. 10 grudnia 1932 w Warszawie) – polski piłkarz grający na pozycji obrońcy, trener. Wieloletni zawodnik Odry Opole.

## Kariera piłkarska
Ryszard Wrzos karierę piłkarską rozpoczął na początku lat 50. w Pafawagu Wrocław. Potem, w 1955 roku przeniósł się do Odry Opole.
Ryszard Wrzos w ekstraklasie zadebiutował dnia 18 marca 1956 roku w wygranym u siebie meczu ze Stalą Sosnowiec (5:1). Przez prawie dziesięć sezonów rozegranych w Opolu Ryszard Wrzos stanowił o sile defensywy Niebiesko-Czerwonych pod wodzą trenerów: Teodora Wieczorka i Artura Woźniaka. W sezonie 1960 był wraz z drużyną bliski zdobycia mistrzostwa Polski, ale ostatni mecz z Gwardią Warszawa drużyna Niebiesko-Czerwonych przegrała 0:2 i ostatecznie w tabeli zajęła 4.miejsce w lidze. W sezonie 1963/1964 wraz z drużyną odniósł największe sukcesy w historii klubu: 3.miejsce w ekstraklasie, półfinał Pucharu Intertoto.
Ryszard Wrzos karierę piłkarską zakończył w 1964 roku. W ekstraklasie rozegrał ok. 150 meczów.

## Kariera trenerska
Po zakończeniu kariery piłkarskiej Ryszard Wrzos rozpoczął karierę trenerską. Trenował m.in. Odrę Opole, dwukrotnie Resovię (w latach 1969 i 1980–1981), Chemik Kędzierzyn-Koźle, Stilon Gorzów Wielkopolski.

## Sukcesy

### Odra Opole
- 3.miejsce w ekstraklasie: 1964
- Półfinał Pucharu Polski: 1962
- Półfinał Pucharu Intertoto: 1964

### Odznaczenia
- Złoty medal za wybitne zasługi dla piłki nożnej na Śląsku Opolskim: 2005[4]